# Нижнедевицкое сельское поселение
Нижнедевицкое сельское поселение — муниципальное образование в Нижнедевицком районе Воронежской области.
Административный центр — село Нижнедевицк.

## Административное деление
В состав поселения входят:
- село Нижнедевицк
- село Бор
- село Лог